# Chuck Grassley
Charles Ernest "Chuck" Grassley, född 17 september 1933 i New Hartford, Iowa,  är en amerikansk republikansk politiker. Han är ledamot av USA:s senat från Iowa sedan 1981. Han var dessförinnan ledamot av USA:s representanthus 1975–1981. 
Grassley studerade vid University of Northern Iowa. Han är frimurare och baptist. Han gifte sig 1954 med Barbara Ann Speicher. Paret har fem barn: Lee, Wendy, Robin, Michele och Jay.
Grassley är, sedan Patrick Leahy avgick i januari 2023, den sittande senator som har tjänstgjort under längst tid. Han är sedan januari 2025 senatens tillförordnade ordförande (president pro tempore), som ersätter ordinarie ordförande, USA:s vicepresident, när denna inte deltar. Han hade tidigare samma roll från januari 2019 till januari 2021.
Han var ordförande i finansutskottet från januari till juli 2001 och på nytt 2003–2007.
Grassley är även känd för sin allmänt rapporterade och långvariga "fejd" med The History Channel, som han menat har för få program med just historia i utbudet.